# 951

## Nașteri
- dată necunoscută: Henric al II-lea de Bavaria  (d. 995)
- dată necunoscută: Sfântul Romuald  (d. 1027)
- dată necunoscută: Arnulf I de Olanda  (d. 993)

## Decese
- 5 ianuarie: Ramiro al II-lea de Leon  (n. 898)